# Clé tricoise

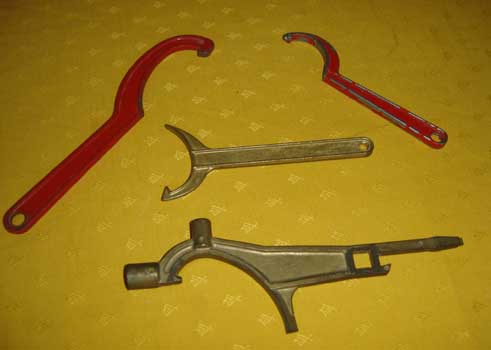
Ensemble de clefs tricoises.

Une clé tricoise est un outil utilisé par les sapeurs-pompiers et qui permet de serrer les raccords des tuyaux. Elle est en principe fabriquée en laiton. Elle peut avoir d'autres fonctions (tournevis, ouverture de dispositifs divers), auquel cas on parle alors de clé polycoise.
Sur la photographie ci-contre, les deux clés rouges (en haut) sont des clés que l'on retrouve dans les véhicules et motopompes remorquables des pompiers. 
Celle qui se situe au centre de la photo est une tricoise simple, que les pompiers portent à leur ceinturon. 
La dernière clé a tendance à remplacer la troisième en France, appelée communément tricoise, elle porte aussi le nom de polycoise étant donné les multiples fonctions rajoutées à la simple tricoise.
Outre le serrage des raccords de diamètre nominal de 20 à 100 mm, elle est utilisée aussi pour :
- l'ouverture des coffrets EneDiS-G.R.D.F. avec le triangle femelle de 12 mm
- l'ouverture des coffrets de poteaux d'incendie avec le triangle femelle de 15,6 mm
- l'ouverture des portes sans poignée, des gaines de ventilation et des armoires d'incendie avec le carré en tronc de pyramide de 5×5 mm à 8×8 mm
- l'ouverture des portes de salles de bains et WC avec le tournevis
- l'ouverture des prises de colonnes sèches avec le carré femelle de 12,5 mm
- le desserrage des écrous avec trois six-pans femelles de 13, 17 et 19 mm.

Si l'usage courant orthographie "tricoise" au singulier, il est à noter qu'il s'agit en fait d'un nom féminin pluriel invariable. En bon français, on devrait écrire : "une clé tricoises".

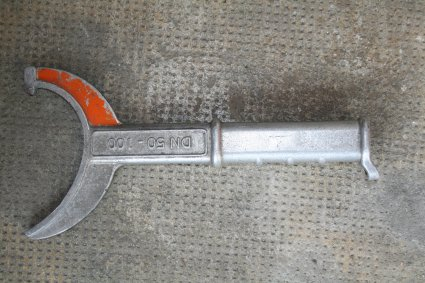
Clé tricoise.